# 李奎 (正統進士)
李奎（1417年—？），字文輝，河南衛輝府汲縣人，民籍。明朝政治人物。進士出身。

## 生平
河南鄉試第三名。正統十年（1445年）乙丑科會試第七十一名，殿試登進士第三甲第三十九名。

## 家族
曾祖李彥誠。祖父李仕真。父亲李忠。